# Marocko i olympiska sommarspelen 1960
Marocko deltog med 47 deltagare vid de olympiska sommarspelen 1960 i Rom. 

## Medaljer

### Silver
- Rhadi Ben Abdesselam - Friidrott